# Grupa Lotos
Grupa Lotos — польская нефтегазовая компания. Контрольный пакет акций принадлежит государству. В списке крупнейших компаний мира Forbes Global 2000 за 2022 год заняла 1886-е место (1377-е по размеру выручки, 1301-е по чистой прибыли).

## История
Компания была основана в сентябре 1991 года на основе Гданьского НПЗ, построенного в 1970-х годах. В 2005 году компания стала публичной, разместив свои акции на Варшавской фондовой бирже.
В 2018 году началось согласование поглощения Grupa Lotos крупнейшей нефтегазовой компанией страны PKN Orlen. Окончательное одобрение Еврокомиссии было получено в июне 2022 года после продажи ряда активов.

## Деятельность
На НПЗ компании в Гданьске (одном из двух в Польше) в год перерабатывается около 10 млн тонн нефти (200 тыс. баррелей в сутки). Розничная сеть состоит из 520 автозаправочных станций (третья крупнейшая в стране, 32,2 % топливного рынка); 12 % нефтепродуктов экспортируется. Компания имеет небольшую собственную добычу нефти и газа (17 тыс. баррелей в сутки в Польше, на норвежском шельфе и в Литве), но большая часть сырья покупается, в основном у России.
Дочерняя компания LOTOS Kolej занимает около 10 % рынка грузовых железнодорожных перевозок в Польше.
Выручка за 2021 год составила 33,12 млрд злотых ($7,63 млрд), из них 28,30 млрд пришлось на Польшу, 1,27 млрд — на Германию, 799 млн — на Нидерланды, 435 млн — на Францию, 364 млн — на Бельгию, 221 млн — на Великобританию, 209 млн — на Норвегию, 200 млн — на Данию.